# Racing Bobo-Dioulasso
Racing Club de Bobo-Dioulasso w skrócie Racing Bobo-Dioulasso – burkiński klub piłkarski grający w pierwszej lidze burkińskiej, mający siedzibę w mieście Bobo-Dioulasso.

## Sukcesy
- I liga[1]:
  - mistrzostwo (4): 1972, 1996, 1997, 2015.

- Puchar Burkiny Faso[2]:
  - zwycięstwo (7): 1961, 1962, 1984, 1987, 1995, 2007, 2014.

- Superpuchar Burkiny Faso[3]:
  - zwycięstwo (2): 1995, 2014.

## Występy w afrykańskich pucharach
| Sezon | Rozgrywki                 | Runda   | Kraj                     | Klub                   | Dom | Wyjazd | Dwumecz |
| ----- | ------------------------- | ------- | ------------------------ | ---------------------- | --- | ------ | ------- |
| 1984  | Puchar Zdobywców Pucharów | wstępna | Algieria                 | MP Algier              | 2–0 | 0–4    | 2–4     |
| 1985  | Puchar Zdobywców Pucharów | wstępna | Mauretania               | ASC Trarza             | –   | –      | –       |
| 1994  | Puchar CAF                | 1       | Algieria                 | US Chaouia             | 2–1 | 1–3    | 3–4     |
| 1997  | Liga Mistrzów             | wstępna | Liberia                  | Junior Professional FC | 1–0 | 0–2    | 1–2     |
| 1998  | Liga Mistrzów             | 1       | Wybrzeże Kości Słoniowej | ASEC Mimosas           | 1–0 | 0–4    | 1–4     |
| 2015  | Puchar Konfederacji       | wstępna | Nigeria                  | Warri Wolves           | 0–1 | 0–3    | 0–4     |
| 2016  | Puchar Konfederacji       | wstępna | Mali                     | Stade Malien           | 0–1 | 1–3    | 1–3     |

## Stadion
Domowe mecze klub rozgrywa na stadionie o nazwie Stade Wobi w Bobo-Dioulasso, który może pomieścić 10000 widzów.